# Broussard
Broussard is een plaats (town) in de Amerikaanse staat Louisiana, en valt bestuurlijk gezien onder Lafayette Parish en St. Martin Parish.

## Demografie
Bij de volkstelling in 2000 werd het aantal inwoners vastgesteld op 5874.
In 2006 is het aantal inwoners door het United States Census Bureau geschat op 7344, een stijging van 1470 (25,0%).

## Geografie
Volgens het United States Census Bureau beslaat de plaats een oppervlakte van
29,6 km², waarvan 29,5 km² land en 0,1 km² water. Broussard ligt op ongeveer 10 m boven zeeniveau.

## Plaatsen in de nabije omgeving
De onderstaande figuur toont nabijgelegen plaatsen in een straal van 16 km rond Broussard.